# Die vier Musketiere (Heftromanserie)
Die vier Musketiere (Untertitel: Roman um Monarchen, Männer und Mätressen) war eine im Erich Pabel Verlag erschienene historische Heftromanserie. Es erschienen von 1976 bis 1977 zunächst zweiwöchentlich und dann wöchentlich insgesamt 65 Hefte. 
Die Serie ging auf eine Initiative von Kurt Bernhardt zurück, damals Chefredakteur bei Pabel, und war als Ergänzung zur Seeabenteuer-Serie Seewölfe gedacht, zugleich sollte ähnlich wie bei Perry Rhodan ein Zyklenkonzept realisiert werden, das heißt ein Handlungsstrang reicht über mehrere Hefte. Inspiriert wurde die Serie offensichtlich von Alexandre Dumas’ Mantel-und-Degen-Klassiker Die drei Musketiere, dessen Neuverfilmung mit Michael York als D’Artagnan sehr erfolgreich ab Dezember 1973 in den Kinos gelaufen war, sowie der Fortsetzung Die vier Musketiere – Die Rache der Mylady von 1974.
Die Realisierung wurde Rainer Delfs übertragen, der auch Autor einiger der Romane war. Außer ihm waren als Autor beteiligt:
- Uwe Erichsen
- Claus Fischer
- Ute Süss
- Karl Wasser
- Susanne Wiemer

Sämtliche Titel erschienen unter dem Verlagspseudonym Jean Lafitte, anklingend an den Namen des Freibeuters Jean Laffite. 
Die Handlung entspricht nicht der des Dumas-Romans, vielmehr sind die vier Musketiere hier die vier Söhne des ermordeten Herzogs von Clermont, die zusammen mit ihrer Schwester Gabrielle den Mord an ihrem Vater aufdecken wollen. Die folgenden Zyklen führten die Protagonisten auf ihren Abenteuern dann quer durch Europa. 
Das Format war das übliche Heftromanformat (15 × 22,5 cm, 66 Seiten). Der Preis betrug DM 1,50.

## Titelliste
| Nr. | Titel                              | Autor           | Jahr |
| --- | ---------------------------------- | --------------- | ---- |
| 01  | Der junge Herzog                   | Rainer Delfs    | 1976 |
| 02  | Der Bastard aus der Pfalz          | Rainer Delfs    | 1976 |
| 03  | Der Gascogner                      | Rainer Delfs    | 1976 |
| 04  | Geheimauftrag für Englands Krone   | Rainer Delfs    | 1976 |
| 05  | Das Attentat                       | Uwe Erichsen    | 1976 |
| 06  | Der ehrenhafte Verräter            | Uwe Erichsen    | 1976 |
| 07  | Die Tochter des Henkers            | Uwe Erichsen    | 1976 |
| 08  | Der König der Unterwelt            | Uwe Erichsen    | 1976 |
| 09  | Die Bande von Saint Denis          | Rainer Delfs    | 1976 |
| 10  | Die Mätresse des Herzogs           | Rainer Delfs    | 1976 |
| 11  | Das Geheimnis der Contessa         | Karl Wasser (?) | 1976 |
| 12  | Das Schloß der Adler               | Karl Wasser (?) | 1976 |
| 13  | Die Herrin des Schlosses           | Ute Süss        | 1976 |
| 14  | Die Nacht der Gaukler              | Claus Fischer   | 1976 |
| 15  | Eine Falle für Isabella            | Claus Fischer   | 1976 |
| 16  | Der Maskenball                     | Ute Süss        | 1976 |
| 17  | Im Netz der Spinne                 | Ute Süss        | 1976 |
| 18  | Die Gondeln des Todes              | Ute Süss        | 1976 |
| 19  | Die Doggen von San Michele         | Ute Süss        | 1976 |
| 20  | Finale in Venedig                  | Ute Süss        | 1976 |
| 21  | Die letzten Stunden von Fiona      | Ute Süss        | 1976 |
| 22  | Das Erbe der Montagues             | Susanne Wiemer  | 1976 |
| 23  | Der Pirat von Bastia               | Susanne Wiemer  | 1976 |
| 24  | Das schwarze Schloss               | Susanne Wiemer  | 1976 |
| 25  | Die Nacht des Grauens              | Ute Süss        | 1976 |
| 26  | Die Marodeure                      | Ute Süss        | 1976 |
| 27  | Dem Tod im Visier                  | Ute Süss        | 1976 |
| 28  | Die schöne Spionin                 | Ute Süss        | 1976 |
| 29  | Der schwarze Reiter                | Ute Süss        | 1976 |
| 30  | Die Marketenderin                  | Ute Süss        | 1976 |
| 31  | Hölle, Tod und Teufel              | Ute Süss        | 1976 |
| 32  | Im Auftrag des Königs              | Uwe Erichsen    | 1976 |
| 33  | Der böse Geist von Noailles        | Uwe Erichsen    | 1976 |
| 34  | Das Dorf in den Bergen             | Uwe Erichsen    | 1977 |
| 35  | Der spanische Spion                | Uwe Erichsen    | 1977 |
| 36  | Gefangen im Turm der Schmerzen     | Uwe Erichsen    | 1977 |
| 37  | Die Flucht                         | Uwe Erichsen    | 1977 |
| 38  | Die Todesglocken von Montsalve     | Susanne Wiemer  | 1977 |
| 39  | Der schwarze Chevalier             | Susanne Wiemer  | 1977 |
| 40  | Im Schatten des Schafotts          | Susanne Wiemer  | 1977 |
| 41  | Der Hexer von Paris                | Susanne Wiemer  | 1977 |
| 42  | Die letzte Fahrt der Monte Christo | Susanne Wiemer  | 1977 |
| 43  | Die Insel des Rächers              | Susanne Wiemer  | 1977 |
| 44  | Das goldene Netz                   | Susanne Wiemer  | 1977 |
| 45  | Der Graf von La Morra              | Susanne Wiemer  | 1977 |
| 46  | Der silberne Degen                 | Susanne Wiemer  | 1977 |
| 47  | Der Tod des schwarzen Grafen       | Susanne Wiemer  | 1977 |
| 48  | Der Kurfürst des Todes             | Claus Fischer   | 1977 |
| 49  | Die Unsichtbaren schlagen zu       | Claus Fischer   | 1977 |
| 50  | Der Tod des Paschas                | Claus Fischer   | 1977 |
| 51  | Der Meuchelmord                    | Ute Süss        | 1977 |
| 52  | Die tödliche Falle                 | Ute Süss        | 1977 |
| 53  | Der Kardinal und der Einäugige     | Ute Süss        | 1977 |
| 54  | Geheimauftrag für den Verbannten   | Uwe Erichsen    | 1977 |
| 55  | Verrat an der Themse               | Uwe Erichsen    | 1977 |
| 56  | Das Geheimnis der Königin          | Uwe Erichsen    | 1977 |
| 57  | Der Tyrann von Lyon                | Ute Süss        | 1977 |
| 58  | Der Galeerensträfling              | Ute Süss        | 1977 |
| 59  | Die Gefangenen des Scheichs        | Ute Süss        | 1977 |
| 60  | Der Rächer                         | Ute Süss        | 1977 |
| 61  | Die Nacht der Verräter             | Susanne Wiemer  | 1977 |
| 62  | Die Spur des Roten Korsen          | Susanne Wiemer  | 1977 |
| 63  | Der Tod des Zigeuners              | Susanne Wiemer  | 1977 |
| 64  | Der Schakal                        | Susanne Wiemer  | 1977 |
| 65  | Die goldene Kanone                 | Ute Süss        | 1977 |